# Ekster (A998)
L’Ekster est un remorqueur auxiliaire  belge construit en 1960 sur le chantier naval hollandais H.H./Bodewes à Millingen aan de Rijn. 
C'est un bâtiment de la composante marine de l'armée belge de la Base navale de Zeebruges qui a servi de 1980 à 2000.

## Service
- 1960 : Schouwenbank (559) remorqueur de la NV Nieuwe Rotterdamse Sleepdienst, port de Rotterdam[1]
- 1972 : Astronoom, pour Smit Internationale Havensleepdienst BV, port de Rotterdam
- 1980 : A998 Ekster (Force navale belge)

Retiré du service en 2000 et vendu à Frans J.Poepjes & Zn, puis à Willemstein-Nieuwendijk, il est mis à la ferraille en 2006.